# Michael Specht
Michael Specht (* 9. September 1976 in Zeitz) ist ein deutscher Schauspieler.

## Leben
Michael Specht wurde in Sachsen-Anhalt geboren und wuchs auf einem Bauernhof in der Nähe von Leipzig auf. Nach dem Abitur absolvierte Specht seinen Zivildienst als Hausmeister. Danach begann er sein Schauspielstudium an der Hochschule für Schauspielkunst „Ernst Busch“ Berlin, das er 2001 mit dem Diplom abschloss. Es folgten diverse Engagements an verschiedenen Theatern wie der Landesbühne Sachsen-Anhalt und eigene Soloprogramme, mit denen er auf Tour ging. Nach ersten Erfahrungen in Film und Fernsehen in 2011 erschien Specht immer wieder auf der Leinwand, sowohl in Fernseh- und Kinoformaten wie Tatort, Der Geruch der Schafe und Der schwarze Nazi, als auch in eigens produzierten Projekten und Kurzfilmen.

## Filmografie
- 2011: Micha & Moni
- 2012: Alles Zucker oder was
- 2012: Nichts zu verschenken
- 2013: Finderlohn
- 2013: 4 Stoners – eine Bar – viele Meinungen
- 2013: Hausverbot
- 2014: Breathing Sawdust
- 2014: Everybody dies someday
- 2014: Ich trinke noch
- 2014: Monster
- 2015: Der Mogul
- 2015: Out of the box
- 2015: Löwenzahn – Schildkröte
- 2015: Cornerstories
- 2015: Tatort – Auf einen Schlag
- 2016: Schubert in Love
- 2015: Der Geruch der Schafe
- 2016: Tears in heaven
- 2016: Der schwarze Nazi
- 2016: SOKO Wismar (Fernsehserie, Folge: Schnee aus Kolumbien)
- 2017: Alles Klara
- 2017: Blühe in Frieden
- 2017–2018: Alarm für Cobra 11 – Die Autobahnpolizei (3 Folgen)
- 2018: In den Gängen
- 2018: Arthurs Gesetz (Fernsehserie, 3 Folgen)
- 2019: Beck is back!
- 2019: Kommissarin Heller – Herzversagen
- 2019: Freies Land
- 2020: Nord bei Nordwest – Dinge des Lebens
- 2020: SOKO Köln (Fernsehserie, Folge Superhelden)
- 2021: Eisland (Fernsehfilm)
- 2021: Das Lied des toten Mädchens
- 2023: Miss Merkel – Mord im Schloss (Fernsehfilm)
- 2023: Ponyherz – Wild und Frei